# 楽曲
楽曲（がっきょく）とは、音楽における「声楽曲・器楽曲・管弦楽曲などの総称」。
J-POPなどにおいて、「ナンバー」（特にシングル盤として扱われた場合）と表されるのも同義語である。